# Amor Ben Yahia
Amor Ben Yahia, né le 1er juillet 1985 à Kébili, est un athlète tunisien, spécialiste du steeple et du cross-country.

## Biographie
Il remporte la médaille d'or lors des Jeux méditerranéens de 2013 à Mersin en battant son record personnel et national en 8 min 14 s 05.

## Palmarès
| Date | Compétition              | Lieu         | Résultat | Épreuve     | Temps         |
| ---- | ------------------------ | ------------ | -------- | ----------- | ------------- |
| 2009 | Jeux de la Francophonie  | Beyrouth     | 3e       | 3 000 m st. | 8 min 48 s 30 |
| 2011 | Jeux panarabes           | Doha         | 4e       | 3 000 m st. | 8 min 47 s 18 |
| 2013 | Jeux méditerranéens      | Mersin       | 1er      | 3 000 m st. | 8 min 14 s 05 |
| 2014 | Championnats d'Afrique   | Marrakech    | 5e       | 3 000 m st. | 8 min 44 s 61 |
| 2015 | Championnats panarabes   | Madinat 'Isa | 3e       | 3 000 m st. | 8 min 31 s 28 |
| 2015 | Jeux mondiaux militaires | Mungyeong    | 1er      | 3 000 m st. | 8 min 24 s 68 |
| 2018 | Jeux méditerranéens      | Tarragone    | 2e       | 3 000 m st. | 8 min 26 s 14 |

## Records
| Épreuve         | Performance   | Lieu    | Date                           |
| --------------- | ------------- | ------- | ------------------------------ |
| 1 500 m         | 3 min 39 s 14 | Radès   | 9 juin 2012                    |
| 3 000 m         | 8 min 37 s 8  | Radès   | 27 juin 2010                   |
| 3 000 m steeple | 8 min 30 s 2  | Daegu   | 29 août 2011                   |
| 3 000 m steeple | 8 min 22 s 70 | Londres | 3 août 2012 (record national)  |
| 3 000 m steeple | 8 min 14 s 05 | Mersin  | 28 juin 2013 (record national) |